# 森埜こみち
森埜 こみち（もりの こみち ）は日本の児童文学作家。

## 来歴・人物
岩手県生まれ、秋田県育ち、埼玉県在住。東京学芸大学教育学部（聾教育専攻）卒業。日本児童文学者協会会員、日本児童文芸家協会会員。
2017年、「一句献上いたします」で第19回ちゅうでん児童文学賞大賞を受賞し、2018年2月に講談社より『わたしの空と五・七・五』に改題し、デビュー。この作品で、第48回児童文芸新人賞を受賞。第2作は、日本児童文学者協会と小峰書店が共催する第17回長編児童文学新人賞を受賞した「蝶の羽ばたき、枯葉の音よ」。『蝶の羽ばたき、その先へ』と改題し、2019年に小峰書店より刊行。第44回日本児童文芸家協会賞を受賞した。

## 主な作品

### 児童小説
- 『わたしの空と五・七・五』（講談社） 2018年2月
- 『蝶の羽ばたき、その光へ』（小峰書店） 2019年10月[4]
- 『おはなしSDGs 飢餓をゼロに　走れトラック、ねがいをのせて！』（講談社） 2022年1月
- 『少しずつの親友』（講談社） 2022年6月
- 『どすこい！』（国土社） 2023年1月
- 『彼女たちのバックヤード』（講談社）　2024年1月
- 『銀樹』（アリス館） 2024年10月
- 『おはなし日本文化 短歌・俳句 月曜倶楽部へようこそ！』（講談社） 2024年11月
- 共著『真昼のキョーフ』（フレーベル館）2020年９月

### 詩集およびノンフィクション
- 『こんなときは！』（銀の鈴社） 2021年9月
- 『世界に挑む！ デフアスリート　聴覚障害とスポーツ』（ぺりかん社）2024年11月[5]